# Ε-猜想
在数学中，Ribet定理（英語：Ribet's theorem，以前稱為ε猜想）是數論中關於與模形式相關的伽羅瓦表示性質的陳述。它由讓-皮埃爾·塞爾提出並由肯尼斯·阿蘭·黎貝證明。ε猜想的證明是證明費馬大定理的重要一步。如Serre和Ribet所示，谷山－志村定理（當時未解決的狀態）和ε猜想意味著費馬大定理是正確的。
在數學術語中，Ribet定理表明，如果與橢圓曲線相關的伽羅瓦表示具有某些特性，那麼該曲線不能是模形式的（在不存在產生相同伽羅瓦表示的模形式的意義上）。

## 另見
- Abc猜想
- 怀尔斯對費馬大定理的證明（英语：Wiles' proof of Fermat's Last Theorem）

## 备注
1. ↑  .   [2008-12-10]. （原始内容存档于2008-12-10）.

## 外部連結
- Ken Ribet and Fermat's Last Theorem （页面存档备份，存于） by Kevin Buzzard（英语：Kevin Buzzard） June 28, 2008